# Ромен Людмила Валентинівна
Людми́ла Валенти́нівна Роме́н (у шлюбі Шевченко; нар. 28 січня 1959 м. Ромни, Сумська область) — українська поетеса, письменниця, художниця, музикантка, ткаля, член Національної спілки майстрів народного мистецтва, відповідальний секретар Сумської організації Національної Спілки письменників України.

## Біографія
Народилася в робітничій сім'ї: Надії (Анастасії) Миколаївни та Валентина Григоровича Гудкових.
Початкову освіту отримала у школі № 11, в Ромнах, яку закінчила у 1976 році. Також закінчила музичну школу по класу фортепіано.
З 1976 по 1979 рр. проживала в білоруському місті Новополоцьк Вітебської області, де навчалася в музичному училищі на фортепіанному відділі, але тяжка професійна хвороба не дала змоги закінчити училище. Закінчила Вітебську бухгалтерську школу.

### Повернення на Сумщину
В 1980 році повернулася в Україну в рідні Ромни. Працювала контролеркою-операторкою Роменського інформаційно-обчислювального центру, концертмейстеркою при Палаці піонерів.
Продовжила навчання в Сумському культосвітньому училищі на диригентсько-хоровому відділі, яке і закінчила в 1983 році. Ще на IV курсі працювала викладачем в музичній студії при БК ЧРЗ. Далі — викладачка теорії та фортепіано в Низівській музичній школі, головна бухгалтерка виробничо-комерційного підприємства «Січ», засноване чоловіком Олексієм Шевченком.

### Перша РУХівка
Людмила Ромен була першою жінкою-РУХівкою в Сумах. Нелегально привозила з Києва перші номери рухівської газети «Відродження». Була у складі делегації на святкуванні 500-річчя Запорізької січі, учасницею Живого ланцюга в січні 1990 року. Тому ці теми болять і звучать у її поетичних творах.

### Творчість
Долучившись до хорового мистецтва, почала писати фортепіанні, хорові та пісенні твори. В її доробку 30 фортепіанних творів, 16 партитур для хору, більше 100 пісень на власні слова та твори українських поетів. Серед них: Олександр Олесь, Олег Ольжич, Олена Теліга, Микола Вороний, Василь Симоненко, Вадим Крищенко, Олекса Ющенко, Михайло Шевченко, Надія Степула, Дмитро Нитченко, Божена Коваленко та інші.
Найбільше пісень написано на слова поетів-земляків: Івана Чумаченка, Олександра Палажченка, Миколи Данька, Анатолія Гризуна, Олександра Вертіля, Григорія Єлишевича, Ніни Багатої, Тамари Герасименко, Олексія Дерев'янка, Вадима Раєвського, Лідії Рижкової та ще багатьох.
Як композиторка і виконавиця власних пісень брала участь у фестивалях та конкурсах, таких як: обласний конкурс написання найкращої пісні патріотичної тематики, 1983 р., обласний відбірковий тур 1 республіканського фестивалю «Червона рута», 1989 р., III Всесоюзний фестиваль народної творчості, 1990 р., літературно-мистецьке свято «Пелюстки Ромен-цвіту», 1997 р., Всеукраїнський фестиваль співаної поезії «Українська хвиля 2001», обласний фестиваль козацької пісні «Дивограй», 2003 р. та інші. У 2003 році Людмила Валентинівна стала лауреатом премії 28-го літературного конкурсу Світової Федерації Українських Жіночих організацій імені Марусі Бек, нагороджена дипломом у номінації «Діячі культури з числа інвалідів — за талановитість і творчу наснагу», диплом III ступню Всеукраїнської організації «Зорі надії», 2003 р. Окрім праці над віршами та музикою, захоплюється ще й художнім ткацтвом та витинанкою, є учасницею багатьох обласних та Всеукраїнських виставок народної творчості.
Нагороджена Почесною грамотою Голови сумської обласної ради як майстриня візерункового ткацтва за вагомий особистий внесок у розвиток Української культури, вагомі творчі здобутки. У 2004 році ім'я Людмили Ромен увійшло до енциклопедичного довідника «Сумщина в іменах». Цього ж року вона стає дипломанткою першої премії в обласному конкурсі, присвяченому 60-річчю утворення Сумської області за поетичний текст твору до пісні «Величальна Сумщина», дипломанткою першої премії за найкращий поетичний твір у міському відкритому конкурсі «Рідне місто моє», присвяченому 350-літтю міста та дипломанткою третьої премії у цьому ж конкурсі за пісню «Квітнуть сумські каштани» на власні слова і музику. Також за свій вклад у розвиток мистецтва рідного краю відзначена Дипломом учасника III обласної виставки-вернісажу «Жінка може все» 2006 р., Грамотою відділу культури Сумської міської ради, 2005 р., Дипломом I ступню обласного огляду — конкурсу творчості самодіяльних поетів-піснярів та композиторів присвячену 65-річчю утворенню Сумської області, 2004 р., Грамотою Національної Спілки письменників України, Українського фонду культури, Міністерства культури та туризму. Член Національної спілки письменників України з 2001 року. З 2003 року займає посаду відповідального секретаря Сумської організації Національної Спілки письменників України.
Людмила Ромен також член Асоціації діячів естрадного мистецтва. Очолює обласну жіночу організацію Всеукраїнського жіночого товариства імені Олени Теліги.
Людмила Ромен часто влаштовує літературні вечори та проводить творчі зустрічі в будинках культури, бібліотеках, школах і вузах.
Я — та, що не ховалася на піч від Світу,

Я не відсиджувалася, коли громи

Трощили Душу України, крила вітер

Сердито рвав не раз, та вирвати не зміг.
Ці рядки, наведені із поетичної книги-волхвеми «Білий лебідь — лебідь Чорний».
Авторка присвячує свої вірші провісникам Української Незалежності: Геннадію Петрову, Миколі Даньку, та багатьом іншим.
У 2003 році стала лауреаткою премії 28-го літературного конкурсу Світової Федерації Українських Жіночих організацій ім. Марусі Бек. Лауреат літературної премії ім. О.Олеся (2009) за збірку «Злюби».

### Збірки
- На вітрянім вогні — Слобожанщина, 1994 р.
- Горобина ніч — колективна збірка «Тороки»,1996 р. — Собор.
- Мовчать дерева роду… — Козацький вал, 1999 р.
- Яблука з неба — Мрія 2000 р.
- Білий лебідь — лебідь Чорний, — Мрія, 2005 р. — перша книга трилогії, в якій розповідається про язичницьке відображення Всесвіту боротьбу між сонцепоклонним світоглядом, який сповідує поетеса, з гріховною цивілізацією. Описуються хліборобські вірування та обряди, звучить віра Берегині Роду у незнищенність Душі України, повернення до божественного Всесвіту Природи.
- Вірую — Мрія, 2006.
- Грім — Мрія, 2006.
- Злюби — Мрія, 2008.
- Гаряча тиша Літа — Мрія, 2010.
- Місто моєї долі. — 2017.
- З пракореня калини : поезії, спомини, ілюстрації [пам′яті роменського художника Миколи Самохіна] / Людмила Ромен. — Суми :Мрія, 2024. — 80 с. : іл.

| ПОЕТ Словами згорає, як свічка, Поет, Доточує світла в Шляхи наші зоряні. Не тільки могили. Вже й Вирій розорано. Словами згорає, як свічка, Поет. Сповзає у ніч тьми зміїний хребет. На вовчому Місяці Всесвіту холодно. Словами згорає, як свічка, Поет, Доточує світла в Шляхи наші зоряні. |

### Родина
Має трьох синів, онуку.